# Smiley Divinzenz
Smiley Nomathemba Divinzenz (* 1971; † 25. Juni 2021) war eine südafrikanisch-österreichische Gospelsängerin.

## Leben
Smiley Divinzenz wurde 1971 in Südafrika geboren. Sie gehörte zur Gruppe der Zulu. Sie kam 2004 mit ihrer Familie nach Niederösterreich und trat über das Bundesland hinweg bei Gospel-Konzerten auf, mit denen sie über regionale Grenzen hinaus Berühmtheit erreichte. Smiley Divinzenz gilt als eine der Vorreiterinnen der Geschichte des Gospel in Österreich. Im Interview mit meinbezirk.at sagte sie 2018, es sei ihr Traum, Gospel von Österreich aus in die ganze Welt zu tragen.
Sie organisierte regelmäßig Konzerte, die Musikerinnen und Musiker aus verschiedensten Ländern zusammenbrachten und spielte so eine wichtige Rolle in der niederösterreichischen und wiener Gospelszene.
Sie trat bei verschiedenen regionalen und überregionalen Musikveranstaltungen solo, im Duo und in der Gruppe auf, etwa im Wiener Theater am Spittelberg, im Ostarrichi Kulturhof, bei der Frauenkulturwoche 'ars.femina', bei den Amstettner Höflichkeiten  oder in der Formation 'Smiley & Friends' sowie mit den 'Kings & Queens of Gospel' und mit dem A-Capella-Trio 'Soualia'.
Smiley Divinzenz lebte zuletzt in Neuhofen an der Ybbs im Mostviertel. Sie verstarb am 25. Juni 2021 und hinterlässt zwei erwachsene Kinder.